# Новые Грядки
Новые грядки (бел. Новыя градкі) — микрорайон в составе Жодино. До 2015 года деревня в Смолевичском районе.

## История
До 12 ноября 1957 года деревня входила в состав Плисского сельсовета, до 2015 года в составе Жодинского сельсовета. В 2015 году включена в состав города Жодино, где стала микрорайоном.

## Климат
Климат здесь умеренный, с теплым летом и мягкой зимой. Средняя температура января минус 6,8 °С, июля плюс 17,5 °С. Зимой дуют южные ветры, а летом восточные и северо-восточные. Средняя скорость ветра 3 м/с. Годовое количество осадков 550—650 мм.

## Населения
Как деревни:
- 1999 — 20 жителей
- 2009 — 21 житель[2]